# Jos Volders
Jozef Volders (* 30. Dezember 1949 in Kwaadmechelen), in der Regel als Jos Volders bezeichnet, ist ein ehemaliger belgischer Fußballspieler auf der Position eines Verteidigers. Er stand bei den beiden großen Rivalen des belgischen Fußballs, dem RSC Anderlecht und dem FC Brügge, unter Vertrag, mit denen er insgesamt siebenmal die belgische Fußballmeisterschaft und dreimal den belgischen Pokalwettbewerb gewann.

## Laufbahn
Volders erhielt seine fußballerische Ausbildung im Nachwuchsbereich seines Heimatvereins Taxandria Kwaadmechelen und seinen ersten Profivertrag beim belgischen Rekordmeister RSC Anderlecht, bei dem er von 1967 bis 1974 unter Vertrag stand. Mit dem RSCA gewann er drei Meistertitel und zweimal den Pokalwettbewerb, wobei 1972 sogar das Double gelang.
Als Volders 1974 nach siebenjähriger Vereinszugehörigkeit den RSCA verließ, wechselte er zum FC Brügge, der 1973 seinen überhaupt erst zweiten Meistertitel (und den ersten nach dem Zweiten Weltkrieg) gewonnen hatte. Volders gehörte damit zu der Mannschaft des FC Brügge, die den Grundstein für dessen Bedeutung im belgischen Fußball legte und die erfolgreichste Mannschaft in dessen Vereinsgeschichte bildete; denn neben 4 Meistertiteln und einem Pokalsieg erreichte die Mannschaft auch zweimal ein europäisches Pokalfinale, das in beiden Fällen (UEFA-Pokal 1975/76 und Europapokal der Landesmeister 1977/78) gegen den FC Liverpool verloren wurde.
Nach 8 Jahren in Diensten des FC Brügge verbrachte Volders noch 2 Jahre beim KV Mechelen, bevor er sich reamateurisieren ließ und noch 2 Jahre für den Amateurverein Eendracht Aalter spielte.
Sein einziges Länderspiel für die belgische Fußballnationalmannschaft absolvierte er am 26. März 1977 in einem Heimspiel der WM-Qualifikation 1978 gegen den Nachbarn Niederlande, das 0:2 verloren wurde.

## Erfolge
- Belgischer Meister: 1968, 1972 und  1974 (mit dem RSC Anderlecht) sowie 1976, 1977, 1978 und 1980 (mit dem FC Brügge)
- Belgischer Pokalsieger: 19,72 und 1973 (mit dem RSC Anderlecht) sowie 1977 (mit dem FC Brügge)
- Europapokalfinalist: 1976 (UEFA-Pokal) und 1978 (Europapokal der Landesmeister), jeweils mit dem FC Brügge